# Пежхно (Познанський повіт)
Пежхно (пол. Pierzchno, нім. Perchen) — село в Польщі, у гміні Курник Познанського повіту Великопольського воєводства.
Населення — 421 особа (2011).
У 1975-1998 роках село належало до Познанського воєводства.

## Демографія
Демографічна структура станом на 31 березня 2011 року:
|          | Загалом | Допрацездатний вік | Працездатний вік | Постпрацездатний вік |
| -------- | ------- | ------------------ | ---------------- | -------------------- |
| Чоловіки | 221     | 57                 | 147              | 17                   |
| Жінки    | 200     | 39                 | 134              | 27                   |
| Разом    | 421     | 96                 | 281              | 44                   |